# Masahiro Nomura
Masahiro Nomura (野村昌弘?, Nomura Masahiro; 1971) è un ex giocatore di football americano giapponese che ha giocato come cornerback.

## Palmarès
- 2 Mondiali (1999, 2003)
- 2 Rice Bowl (Matsushita/Panasonic Electric Works Impulse, 2004, 2007)